# Populina
Populina é um município brasileiro do estado de São Paulo. Tem uma população de 4.185 habitantes (IBGE/2024).

## Toponímia
Etimologicamente falando, a palavra de origem latina, significa: POPULUS – povo; LINA – pequena (pequeno povo), mas o sentido real da palavra é reunião de povo.

## História
Seu início se iguala a tantos outros, um aventureiro, uma picada e uma moradia rústica. O aventureiro pelo que se sabe, veio para caçar e a procura de um canto sossegado para ficar. Isso se deu no ano de 1915, com a chegada da primeira família, a de Antônio Alves de Oliveira seguida pela de Jonas Gonçalves de Menezes. Famílias que com o correr dos anos, se tornaram ligadas pelo casamento de seus filhos Antônio Jonas de Menezes e Laurenciana de Jesus.
Após 28 anos chegou à região Lesbino de Souza Alkimin, vindo em seguida os senhores Antônio Augusto Ribeiro Filho, Antônio Augusto Fernandes e Antônio Custódio Alves, que dão todo o apoio a  Lesbino na formação da vila. O traçado geográfico foi feito por Antônio Augusto Ribeiro Filho. Roçam-se as matas e abrem-se três ruas e Antônio Fernandes deu-lhe o nome de POPULINA.
No ano de 1946, construíram uma capela e organizaram a primeira festa em louvor a São João Batista, que ficou sendo o padroeiro do lugar. Nessa festa, vieram missionários capuchinhos, que realizaram cerimônias religiosas e o casamento de Lesbino de Souza Alkimin com a Sra. Maria Barboza de Souza Alkimin, que eram casados apenas no cartório.
A vila foi desenvolvida, passando a distrito de paz de Populina, criado no município de Estrela d'Oeste, comarca de Fernandópolis, com sede no povoado de igual nome e com território desmembrado da sede do município de Estrela D’Oeste, pela Lei n.º 2.454, de 30 de dezembro de 1953. Em 1954 foi instalado o 1º Cartório de Registro Civil, tendo como responsável a Sra. Heloisa Torres Lapa.
Populina foi elevada a município pela Lei n.º 5.285, de 18 de fevereiro de 1959, instalado em 1 de janeiro de 1960, tendo como primeiro Prefeito o Sr. Santos Sartoreto.

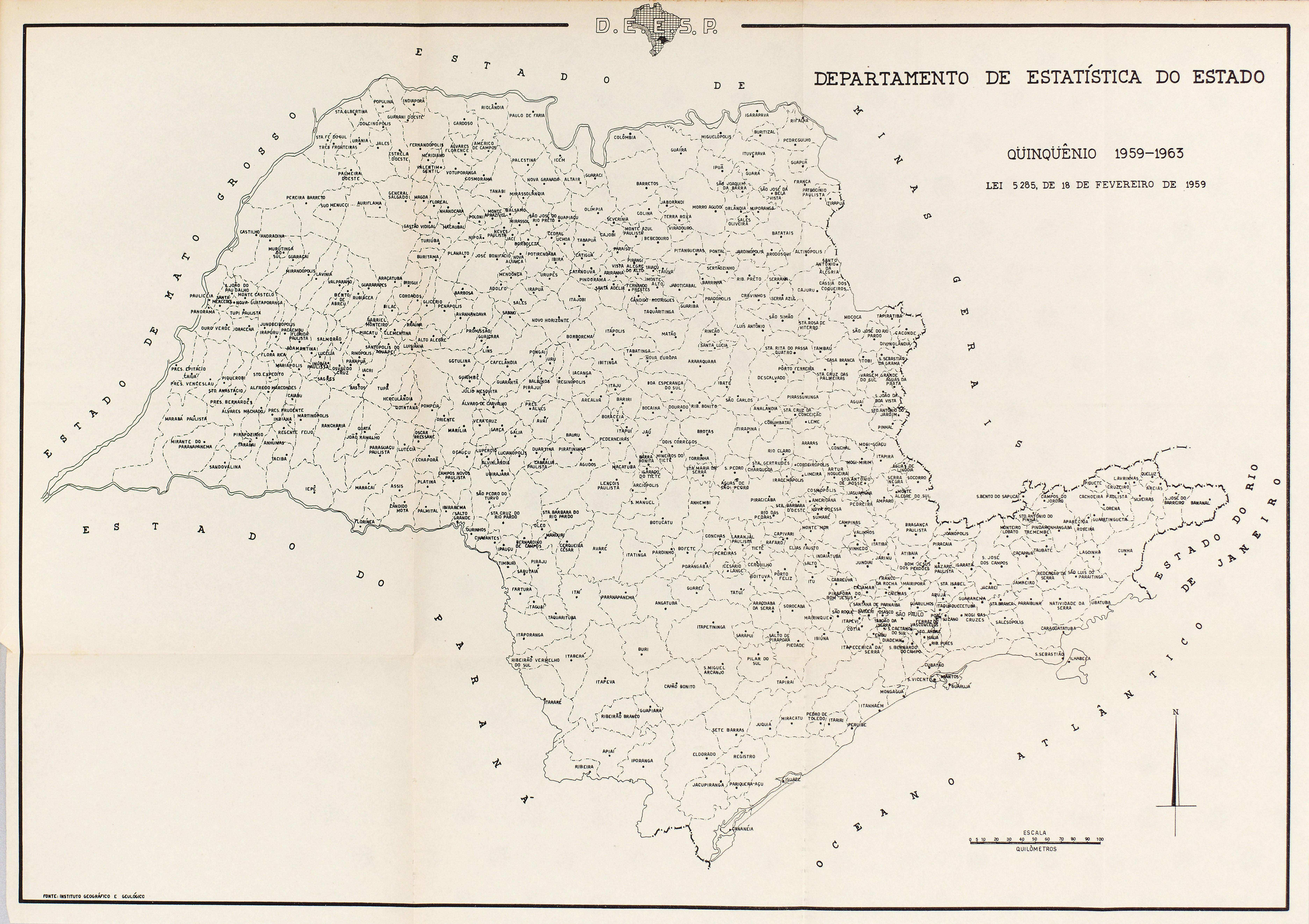
Estado de São Paulo (1959).

## Geografia
Localiza-se a uma latitude 19º55'58" sul e a uma longitude 50º32'15" oeste, estando a uma altitude de 443 metros, sendo assim o município mais setentrional do estado de São Paulo. Possui área de 315,9 km².

## Demografia

### População
| Crescimento populacional                             | Crescimento populacional | Crescimento populacional | Crescimento populacional |
| Ano                                                  | População Total          |                          | %±                       |
| ---------------------------------------------------- | ------------------------ | ------------------------ | ------------------------ |
| 1960                                                 | 9 119                    |                          | —                        |
| 1970                                                 | 8 066                    |                          | −11,5%                   |
| 1980                                                 | 4 714                    |                          | −41,6%                   |
| 1991                                                 | 4 673                    |                          | −0,9%                    |
| 2000                                                 | 4 450                    |                          | −4,8%                    |
| 2010                                                 | 4 223                    |                          | −5,1%                    |
| 2022                                                 | 4 127                    |                          | −2,3%                    |
| Est. 2024                                            | 4 185                    | [ 5 ]                    | 1,4%                     |
| Fontes: Censos Demográficos IBGE e Estimativas SEADE |                          |                          |                          |

### Dados demográficos
Dados do Censo - 2010
- População total: 4.223
  - Urbana: 3.412
  - Rural: 811
  - Homens: 2.139[10]
  - Mulheres: 2.084
- Densidade demográfica (hab./km²): 13,37
- População estimada para 2018: 4.186

Dados do Censo - 2000
- Mortalidade infantil até 1 ano (por mil): 1,30
- Expectativa de vida (anos): 72,24
- Taxa de fecundidade (filhos por mulher): 1,97
- Taxa de alfabetização: 80,79%
- Índice de Desenvolvimento Humano (IDH-M): 0,755
- IDH-M Renda: 0,665
- IDH-M Longevidade: 0,787
- IDH-M Educação: 0,812

(Fonte: IPEADATA)

## Infraestrutura

### Comunicações
O sistema de telefones automáticos foi inaugurado na cidade pela Companhia de Telecomunicações do Estado de São Paulo (COTESP) em 1974. Já o sistema de discagem direta à distância (DDD) foi implantado em 1986 pela Telecomunicações de São Paulo (TELESP), com o código de área (0176).
Na década de 90 o código DDD da cidade foi alterado para (017), para padronização do sistema telefônico com a telefonia celular que estava sendo implantada em todo o estado.

## Religião
O Cristianismo se faz presente na cidade da seguinte forma:

### Igreja Católica
- A igreja faz parte da Diocese de Jales.[15]

### Igrejas Evangélicas
Entre as igrejas protestantes históricas, pentecostais e neopentecostais, encontram-se na cidade:
- Assembleia de Deus Ministério do Belém.[18][19]
- Congregação Cristã no Brasil.[20]